# Ching chong
Ching chong — етнічна образа і пейоратив, який використовується з метою висміяти китайську мову, людей китайського походження або інших людей східноазійського походження. Цей термін є грубою імітацією фонології північнокитайської та кантонської мов.
Хоча зазвичай фраза використовується як образа китайців, вона також була спрямована на інших вихідців зі Східної Азії. Мері Пайк Лі, корейська іммігрантка, яка приїхала зі своєю родиною до Сан-Франциско в 1906 році, написала у своїй автобіографії 1990 року «Тиха одіссея», що в її перший шкільний день дівчинки називали її «ching chong». У 1917 році Лі С. Робертс та Дж. Вілл Каллахан написали фортепіанну пісню в стилі регтайм під назвою Ching Chong.

## Відомі випадки
У грудні 2002 року зірка НБА Шакіл О'Ніл зазнав різкої критики в ЗМІ за те, що під час інтерв'ю Fox Sports Net сказав: «Передай Яо Міну „Ching chong yang, wah, ah soh“». Пізніше О'Ніл пояснив, що це був гумор із їхньої роздягальні, і він не хотів нікого образити. Яо підтвердив, що О'Ніл жартує, але зазначив, що багато азійців не зрозуміють гумору.
24 січня 2006 року комік Дейв Дамешек створив аудіопародію на премію Asian Excellence Awards для шоу Адама Каролли. Під час неї пролунала фраза Ching Chong. Назвавши цей сегмент принизливим і расистським, кілька азійсько-американських організацій пригрозили попросити рекламодавців відмовитися від підтримки шоу, якщо радіостанція не вибачиться. 22 лютого 2006 року Каролла зачитав коротке вибачення за цей уривок. 26 квітня 2006 року Каролла запросив на шоу главу Мережі дій ЗМІ для американців азійського походження Гай Аокі. Аокі вважає, що «ching chong» еквівалентно слову «нігер».
5 грудня 2006 року комік і співведуча Розі О'Доннелл із The View використала фразу, щоб імітувати дикторів новин у Китаї. Сінді Бергер, представник О'Доннелл, сказала: «Вона не лише свідома ток-шоу, а й комік. Я дуже сподіваюся, що одного разу вони зможуть зрозуміти її гумор. 14 грудня на The View О'Доннелл сказала, що не знала, що „ching chong“ — це образливий спосіб висміяти азійський акцент, вона вибачилася перед „тими людьми, яким було боляче“.
19 січня 2011 року консервативний політичний оглядач Раш Лімбо висміяв президента Китаю Ху Цзіньтао під час його візиту до Білого дому у своєму радіошоу. Він говорив, а вони не перекладали. Зазвичай вони перекладають кожну пару слів. Ху Цзіньтао просто повторював ching chong, ching chong cha», — сказав Лімбо, який імітував промову Ху протягом 17 секунд. Член Асамблеї Нью-Йорка Грейс Мен сказала, що нападки на Ху були прерогативою Лімбо, «але водночас він образив 13 % населення Нью-Йорка». Сенатор штату Каліфорнія Леланд Ю розкритикував Лімбо за його репліки: «Його вчинок є образою більш ніж 3000-річної культурної історії та ляпасом мільйонам американців китайського походження».
У березні 2011 року студентка Каліфорнійського університету в Лос-Анджелесі Олександра Воллес завантажила на YouTube відео під назвою «Азіати Каліфорнійського університету в Лос-Анджелесі в бібліотеці», в якому говорить про «натовп азійців», які «не використовують американські манери». Пародуючи азійців, що голосно розмовляють по мобільному телефону в бібліотеці кампуса, вона вимовила «ching chong». Її ролик викликав різку критику. The New York Times опублікував статтю з критикою відео, але підтримав її право на свободу слова. Через кілька днів Каліфорнійський університет у Лос-Анджелесі оголосив, що не каратиме студентку. Пізніше вона відрахувалась за власним бажанням.
Під час групового етапу чемпіонату світу з League of Legends 2014 на Тайвані гравець команди Team SoloMid Svenskeren зареєстрував обліковий запис під назвою TaipeiChingChong і згодом був оштрафований та заблокований Riot Games. Інцидент також розкритикувала тайванська версія газети Apple Daily.
У серпні 2018 року виборці повідомили, що представник штату Мічіган в США Бетті Кук Скотт закликала своїх прихильників «не голосувати за ching chong» на первинних виборах, маючи на увазі її суперницю Стефані Чанг. Пізніше вона вибачилася через представника. Скотт програла вибори.
У листопаді 2018 року філіппінському гравцю в Dota 2 Карло Куку Паладу заборонили відвідувати турнір Chongqing Major після того, як він написав ching chong під час матчу з китайськими гравцями. Він вибачився, але заборону не зняли.
У грудні 2018 року американський репер Lil Pump розкритикувався після того, як використав термін у тизері свого майбутнього синглу « Butterfly Doors». Його засудили репери азійського походження China Mac та Аквафіна. Згодом Lil Pump вибачився і зацензурував текст.
У 2020 році актриса Кеті Льюнг, яка виконала роль Чжоу Чанг у серії фільмів про Гаррі Поттера, звинуватила Джоан Роулінг у расизмі через те, що ім'я її персонажа схоже на «ching chong».